# Hucbert
Hucbert — graphie française : Hubert — (vers 820 - † 864 ou 866) est un noble franc, appartenant à la dynastie des Bosonides.

## Biographie

### Origines
Hucbert est le fils de Boson l'Ancien et d'une femme dont le nom, aujourd'hui, nous reste inconnu bien qu'on trouve parfois cité celui d’Engeltrude.
Par sa sœur Teutberge, épouse de Lothaire II, deuxième fils de l'empereur d'Occident Lothaire Ier, il est un proche des Carolingiens.
Hucbert aurait un frère et deux sœurs : 
- Boson (820/25 - 874/78) qui pourrait être le Boson mari d’Engeltrude (Engiltrudis), fille de Matfrid, comte d'Orléans ; il fit partie de l'entourage de Louis II le Jeune[3] et il aurait été « comte en Italie »[2]. René Poupardin ajoute que Boson aurait eu des « infortunes conjugales qui préoccupèrent pendant une dizaine d'années les papes et les conciles[4] ;
- Teutberge (c.835 – 862 ? /av. 875), épouse de Lothaire II ;
- une autre fille que René Poupardin nomme Richilde[4], probablement à tort, qui épouse Bivin, appelé aussi Bivin de Vienne, fils du comte d’Amiens Richard : d'où le roi Boson. La famille de ce Bivin, d'après Christian Settipani, serait issue d'un bâtard de Charles Martel.

D'une épouse dont le nom est resté inconnu, Hucbert est le père de :
- Théobald d'Arles (?-?) qui épouse Berthe, fille illégitime de Lothaire II.

### Ascension
Dans les annales de Saint-Bertin sur l'an 855, il est dit que Louis le Germanique cède l'Helvétie à Lothaire II, roi de Lorraine son neveu et que ce dernier a épousé Theutberge, Du fait de sa parenté avec Lothaire II, Hucbert, frère de l'épouse de Lothaire, reçoit de la part de ce dernier le duché de Transjurane et l'abbaye de Saint-Maurice d'Agaune. Hucbert devient ainsi duc ou marquis de Bourgogne transjurane et également abbé laïc intrus de l'abbaye de Saint-Maurice en Valais, après avoir dépouillé Aimon, évêque de Sion, des revenus de cette maison.
Le pape Benoît III se plaint de cette violence dans une lettre qu'il adresse aux évêques du royaume de Charles II le Chauve en 856 : il reproche à Hucbert d'avoir dépouillé l'Église de Sion, en enlevant à l'évêque Aimon cette abbaye dont il avait chassé les chanoines pour la « remplir de femmes perdues et de chiens de chasse ». Charles Albert Cingria précise qu'il en avait fait un véritable harem.

### Déchéance
De son côté Lothaire, « ayant pris du dégoût pour Theutberge », la répudie en 857 au profit de sa maîtresse Waldrade ; par la même occasion, il veut dépouiller son beau-frère de son gouvernement. Hucbert prend donc les armes pour défendre ses intérêts et l'honneur de sa sœur. Il défait alors successivement trois armées différentes envoyées contre lui, et fait quelques courses en Lorraine. Ne sachant comment se défaire d'un si puissant ennemi, Lothaire s'entend avec son frère, l'empereur Louis, en lui cédant en 859, l'Helvétie. Les annales de Saint-Bertin précisent « qu'il lui cède les évêchés et comtés de Genève, de Lausanne, et de Sion, avec les monastères qui en dépendaient ». En contrepartie, Louis, envoie une armée contre Hucbert sous la conduite de Conrad, le comte de Paris.
Toutefois, Hucbert ne semble pas inquiété immédiatement. En 863, on signale qu'il prend par la force l'abbaye de Lobbe et en expulse son abbé. 
Finalement Hucbert est tué en 864,,, ou peut-être en 866, lors d'une bataille près d'Orbe contre le comte d'Auxerre Conrad II, fils du comte de Paris Conrad Ier et père du roi Rodolphe, qui lui succède dans son duché et dans son titre d'abbé de Saint-Maurice.